# インターネットイニシアティブ
株式会社インターネットイニシアティブ（英: Internet Initiative Japan Inc.、略称IIJ）は、日本の電気通信事業者である。東京証券取引所プライム市場において株式公開しておりJPX日経インデックス400の構成銘柄の一つ。外資（1992年12月、AT&T Jens株式会社）に続き、商用サービスを開始したインターネットサービスプロバイダ（ISP）であり、インターネット接続、仮想移動体通信事業者（MVNO）、システム・インテグレーション、アウトソーシングなど法人向けが主要事業である。ISP事業者に対する、ISP事業のOEM・移動体通信事業者（MNO）とのL2接続による仮想移動体サービス提供者（MVNE）も行っている。AS番号は2497。

## 概要
1990年代の創成期より、国内外の主要なインターネットエクスチェンジとのピアリングも積極的に推進し、電信電話系ではないIP通信専業のISP事業者としては国内最大規模の主要都市間を接続するインターネットバックボーンを独自に構築している。また、アジア太平洋地域の国際バックボーンであるA-Boneの構築にも関与するなど、インターネット接続環境の整備にインフラ面で大きな貢献を果たした（1995年に株式会社アジア・インターネット・ホールディングを設立。2005年に吸収合併）。
主要な顧客層は官公庁と法人で、11,000社以上を抱える。特に、高度・大規模なシステムインテグレーションを必要とする大企業に対するシェアは圧倒的で、各業界トップ10企業の半数から、セクターによっては大半の主要企業を顧客とする。
IIJ自体が村井純・吉村伸を始めとするWIDEプロジェクトのメンバーが中心となって設立された企業である関係から、現在もWIDEプロジェクトやEPCglobalを始め、インターネットに関する研究・調査・実証実験・標準化等の活動に積極的に参画している。ISP事業者の中では、研究投資の比率は比較的高い方である。
1998年、トヨタ自動車およびソニーと合弁で、クロスウェイブコミュニケーションズ（CWC）を設立、当時としては画期的な広域イーサネット・サービスを開始したが、折りからの競争激化とインターネット・バブル崩壊により行き詰まり、CWCは2003年8月に会社更生手続き開始を申し立てた（同社の事業は、2003年12月にNTTコミュニケーションズに営業譲渡）。この特別損失で大幅赤字となり、第三者割当増資によりNTTグループが合計約30%を出資する株主となっている。

## 特徴

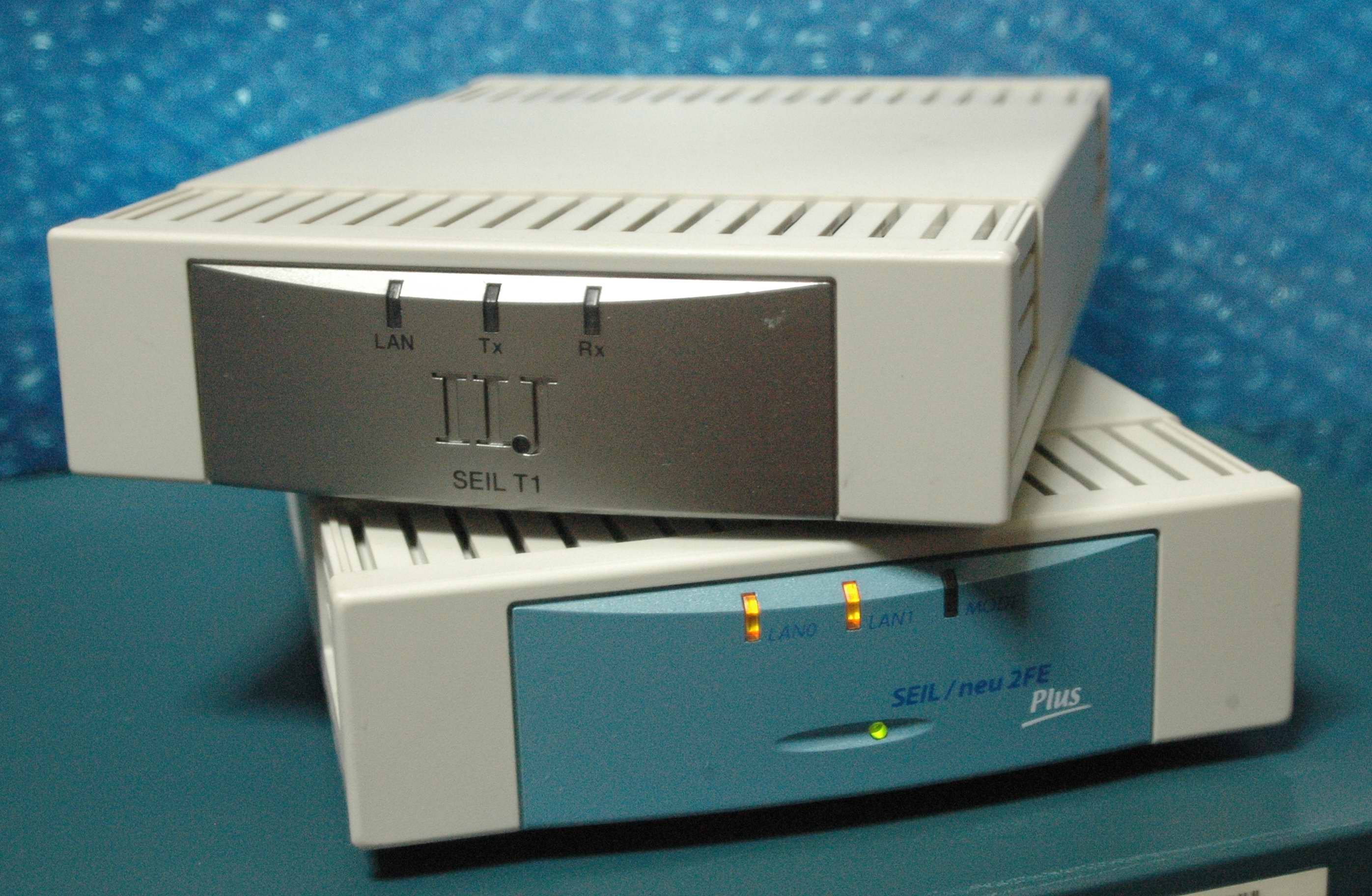
IIJが独自開発したルータSEILシリーズ

- 中小規模のISP事業者に対してインターネット接続環境の提供を行っていることから、IIJクラスのプロバイダを1次プロバイダ、そこから提供を受けるISP事業者を2次プロバイダと呼ぶことがある[注 1]。

- SMFサービス[注 2]は現在のところ他社の追随を許さぬものと言え、2007年10月31日に「SMF-LAN」に関して特許を取得した。
- FreeBSDのPPPソフトウエアは1993年に大野俊治によって書かれた「iij-ppp」がオリジナルとされる（man PPP(8)）。
- IIJ本体はネットワーク、システム・インテグレーション、アウトソーシングをビジネスの中心に据えているが、グループ会社では、データセンター・オペレーション、ヘルプデスク等の領域もカバーしている。
- 「働きがいのある会社ランキング」（2007年、Great Place to Work Institute調査）にて、11位にランキングされた。これは、外資系を除くIT企業では、国内トップである。評価の主要因は「公平性」であった。

## 沿革
- 1992年（平成4年）12月3日 - 株式会社インターネットイニシアティブ企画設立。
  - 取締役社長はアスキー出身の深瀬弘恭[5]、もう1人の取締役は後に社長となる鈴木幸一で、取締役は2人のみだった[5]。
- 1993年（平成5年）
  - 5月 - 商号を株式会社インターネットイニシアティブに変更。
  - 7月 - UUCPサービスを開始。
  - 11月 - インターネット接続サービスを開始。
- 1994年（平成6年）
  - 2月 - 旧電気通信事業法に基づく特別第二種電気通信事業者に登録。
  - 6月 - ダイアルアップ接続サービスを開始。
- 1998年
  - 2月1日 - 株式会社アイアイジェイ東海、株式会社アイアイジェイ北陸、株式会社アイアイジェイ中四国、株式会社アイアイジェイ九州及び株式会社アイアイジェイ東北を合併。
  - 10月 - 株式会社クロスウェイブ コミュニケーションズを設立。
- 1999年8月4日 - 米NASDAQにて株式公開。
- 2003年8月 - 株式会社クロスウェイブ コミュニケーションズ（当社の持分法適用関連会社）およびその連結子会社である株式会社クロスウェイブ ファシリティーズが会社更生手続開始を申立。
- 2005年12月2日 - 東証マザーズに株式公開。
- 2006年
  - 2月1日 - コナミと共同でインターネットレボリューション設立。
  - 12月14日 - 東証1部指定替え。
- 2007年
  - 6月1日 - 松下電器産業系のISP事業hi-hoを運営するハイホーを子会社化（直接の運営者であった松下子会社のパナソニック ネットワークサービシズ株式会社のISP関連事業を株式会社ハイホーに新設分割後、全株式をIIJへ譲渡）。
  - 12月3日 - 新技術の開発および事業育成のための「IIJイノベーションインステュテュート」を開始。
- 2008年
  - 1月21日 - NTTドコモの回線を利用しての仮想移動体通信事業者サービス開始。
  - 3月3日 - イー・モバイルの回線による仮想移動体通信事業者サービス開始。
  - 4月1日 - オンデマンド印刷事業を行う新会社「オンデマンドソリューションズ」設立。
- 2009年
  - 7月29日 - 中小企業向け新ブランド「LaIT（ライト）」を開始[6]。
  - 11月24日 - NTTドコモとレイヤー2で接続開始[7]。
- 2010年
  - 4月1日 - 完全子会社の株式会社アイアイジェイテクノロジー（同社が吸収合併する完全子会社の株式会社アイアイジェイフィナンシャルシステムズを含む）を吸収合併[8]。
  - 8月 - 「IIJ GIOストレージサービス」提供開始[9]。
  - 9月1日 - AT&Tジャパンのネットワークアウトソーシングサービス事業をIIJに売却、IIJグローバルソリューションズとして子会社化併[10]。
- 2011年
  - 10月1日 - 「三鷹データセンター」を開設[11]。
  - 12月19日 - ISPやSaaS事業者向けに、インフラのOEM提供を開始[12]。
- 2012年
  - 2月27日 - 「IIJmio」において、LTE対応の接続サービスを提供開始[13]。
  - 4月2日 - エクスレイヤ・グローバル子会社化[14]。
  - 9月11日 - 「コンテナ型データセンターモジュール」に関する特許権を取得[15]。
- 2013年
  - 1月21日 - 中国国内でクラウドサービスの提供を開始[16]。
  - 6月26日 - 長年社長を務めた鈴木幸一が会長に就任し、社長に勝 栄二郎（元財務事務次官、天下り）が就任[17]。
- 2014年
  - 1月1日 - 連結子会社の株式会社IIJエクスレイヤを吸収合併[18]。
  - 3月17日 - 株式会社アピアリーズへ出資[19]。
  - 12月1日 - 株式会社竜巧社ネットウエア子会社化[20]。
- 2015年
  - 3月2日 - 「IIJmioひかり」を提供開始[21]。
  - 9月9日 - MVNOサービスのMNP転入時に発生する不通期間を解消する「おうちでナンバーポータビリティ」を開始[22]。
  - 12月23日 - ハイレゾ音源のライブ・ストリーミングサービス「PrimeSeat」を提供開始[23]。
- 2016年
  - 12月1日 - 日本テレビ放送網と合弁で動画配信プラットフォーム提供会社JOCDNを設立[24]。
- 2017年
  - 12月31日 - 株式会社ハイホーの全株式を株式会社ISPホールディングスに譲渡。
- 2019年
  - 4月22日 - 米NASDAQ上場廃止。ADRは今後も店頭市場で取引される[2]。
- 2023年
  - 5月18日 - KDDIとの間で資本業務提携を締結。NTTが保有しているIIJ株式の一部（10%）を同月25日付でKDDIが取得する予定[25][26]。
- 2025年
  - 4月1日 - 勝栄二郎が社長を退任し、副社長の谷脇康彦が社長に昇格[27]。

## 関連会社
連結子会社
- 株式会社IIJグローバルソリューションズ
- 株式会社IIJエンジニアリング（2014年10月1日より株式会社ネットケアから社名変更）
- ネットチャート株式会社
- 株式会社IIJイノベーションインスティテュート
- 株式会社トラストネットワークス（東京都千代田区、会長・竹村理[28]）
- 株式会社IIJプロテック
- IIJ America Inc.
- IIJ Europe Limited

持分法適用会社
- JOCDN株式会社
- インターネットマルチフィード株式会社
- 株式会社インターネットレボリューション
- 株式会社トリニティ
- 株式会社グレープワン
- 株式会社ディーカレット

## サービス

### IIJ GIO
IIJ GIOは、クラウドコンピューティング・サービスプラットフォームである。「IIJ GIOストレージサービス」が2010年8月提供開始された。同時に、兼ねてよりクラウド・コンピューティングに近い概念のサービスIBPSを提供していた、完全子会社の株式会社アイアイジェイテクノロジーを吸収合併。ネットワーク事業とシステム・インテグレーション事業の一体化を図る組織構成とした。

### LaIT
LaIT（ライト）は、中小企業向けのITサービスである。2009年7月より、提供を開始している。
- LaIT ひかりコネクト - フレッツ光回線のブロードバンドインターネット接続
- LaIT プライベートイーサ - イーサネットVPNサービス
- LaIT Office - SaaS型グループウェア
- LaIT サプライ - 製品・サービスのオンライン販売

### IIJモバイル
IIJモバイルは、法人向け仮想移動体通信事業者（MVNO）である。
- 登録手数料 - 3,000円（税抜）/回線
- 音声オプション
  - 留守番電話 - 300円（税抜）/月
  - コールウェイティング - 200円（税抜）/月
  - 転送電話 - 無料
  - 迷惑電話ストップサービス - 無料
- 遠隔操作 - 無料
- 定額プランライトのバンドルクーポンオプション - 毎月付与されるバンドルクーポンのデータ量を追加

| オプション | 追加バンドル クーポンGB | バンドルクーポン 合計GB | 月額料金 | 備考 |
| ---------- | ----------------------- | ----------------------- | -------- | ---- |
| S          | 1                       | 4                       | 300      |      |
| M          | 2                       | 5                       | 600      |      |
| L          | 3                       | 6                       | 900      |      |

IIJモバイルは、バンドルクーポン残量がなくなると、上り下り最大256kbpsに通信速度制限される。クーポン追加で3日間で366メガバイトの通信量制限の対象外となるため、1日で2ギガバイトの通信を行っても規制対象にならない。ただし、KDDI回線は直近3日間（当日を含まず）に3GB以上の利用時の終日速度制限が行われる場合がある。
IIJモバイルサービス/タイプDは、NTTドコモのLTE(Xi)とFOMAハイスピードとの、最大速度下り225Mbps/上り50Mbpsのサービスである。音声プランのみNTTドコモのWORLD WINGのエリアにおいて音声通話・テレビ電話・SMSの国際ローミングが利用できる。
| プラン             | プラン            | バンドル クーポンGB | 月額料金   | 音声通話 | ビジネスコール | SMS送信   | SMS送信     | SMS送信 | 備考 | 最低利用期間 |
| プラン             | プラン            | バンドル クーポンGB | 月額料金   | 音声通話 | ビジネスコール | 国内へ    | 海外へ      | 海外で  | 備考 | 最低利用期間 |
| ------------------ | ----------------- | ------------------- | ---------- | -------- | -------------- | --------- | ----------- | ------- | ---- | ------------ |
| 定額プランL        | 定額プランL       | 7                   | 5,500      | -        | -              | -         | -           | -       |      | 2年          |
| 三段階定額プランL  | 三段階定額プランL | 7                   | 500〜5,700 | -        | -              | -         | -           | -       |      | 2年          |
| 定額 プラン ライト | 音声              | 3                   | 1,600      | 20/30秒  | 10/30秒        | 3〜30 /回 | 50〜500 /回 | 100/回  |      | 1年          |
| 定額 プラン ライト | SMS               | 3                   | 1,040      | -        | -              | 3〜30 /回 | 50〜500 /回 | -       |      | 1ヵ月        |
| 定額 プラン ライト |                   | 3                   | 900        | -        | -              | -         | -           | -       |      | 1ヵ月        |
| 定額 プラン ライト | いちねん          | 3                   | 10,000/年  | -        | -              | -         | -           | -       |      |              |

IIJモバイルサービス/タイプKは、KDDIのau 4G LTEの、最大速度下り150Mbps/上り25Mbpsのサービスである。
| プラン             | プラン      | バンドル クーポンGB | 月額料金  | 音声通話 | SMS送信 | SMS送信 | SMS送信 | 備考 | 最低利用期間 |
| プラン             | プラン      | バンドル クーポンGB | 月額料金  | 音声通話 | 国内へ  | 海外へ  | 海外で  | 備考 | 最低利用期間 |
| ------------------ | ----------- | ------------------- | --------- | -------- | ------- | ------- | ------- | ---- | ------------ |
| 定額プランL        | 定額プランL | 7                   | 5,500     | -        | -       | -       | -       |      | 2年          |
| 定額 プラン ライト |             | 3                   | 900       | -        | 3/回    | 100/回  | -       |      | 2年          |
| 定額 プラン ライト | いちねん    | 3                   | 10,000/年 | -        | -       | -       | -       |      | 1ヵ月        |

IIJモバイル/タイプEは、Y!mobileのエリアで最大速度下り7.2Mbps/上り5.7Mbpsが利用可能である。定額2年が月4,600円（税抜）である。エリアはタイプD・Kより劣る。新規加入停止である。
上記のサービスのほかに固定IPアドレスを割り当てる、IIJモバイルサービス/タイプDSとタイプKSといったものがあり、モバイルルータを利用してVPNなどを構築することができる。
2013年3月3日現在、端末はモバイルWi-Fiルーター、USB接続型（タイプD E）、ExpressCard型（タイプDのみ）、CFカード型（タイプEのみ）、PCカード型（タイプD E）の4種類が用意されている。
2012年4月1日より、ドコモ網を利用したWILLCOM CORE 3Gサービス（新規受付は、2010年9月30日をもって終了済み）は、当社が継承してサービスを提供する。ただし、サポート部門は、Y!mobileへ委託する形となる。

### IIJmio
IIJmioは、個人向け通信サービスである。

#### IIJmioひかり
IIJmioひかりは、NTT東日本・NTT西日本の光回線サービスの卸売を利用したISPである。
ファミリータイプ4,960円（税抜）/月、マンションタイプ3,960円（税抜）/月である。IIJmio高速モバイル/Dサービスとのmio割 -600円（税抜）/月がある。
番号ポータビリティに対応したIP電話のIIJmioひかり電話がある。

#### IIJmio高速モバイル/Dサービス
IIJmio高速モバイル/Dサービスは、NTTドコモのLTE(Xi)とFOMAハイスピードとの、最大速度下り225Mbps/上り50Mbpsの個人向け仮想移動体通信事業者（MVNO）である。音声プランのみNTTドコモのWORLD WINGのエリアにおいて音声通話・テレビ電話・SMSの国際ローミングが利用できる。
ごく短い通信不能時間で番号ポータビリティできる、おうちでナンバーポータビリティに対応している。
Android/iOSの専用アプリ「IIJmioクーポンスイッチ（みおぽん）」またはIIJmioホームページでのクーポンOFFで、上り下り最大200kbpsに通信速度制限される。また速度規制時でも75KB以下のバースト転送に対応しているため、一回の転送当たり75KB以下の通信であれば速度制限なく利用できる（200kbpsの制限を受けにくいものは、Twitterの更新やラジオ配信サービスのRadikoの視聴など）。IIJのメールサーバ、IIJmioのホームページ、IIJmioのMailViewer、IIJのDNSサーバは、クーポン非適用時でも下り最大225Mbps、上り最大50Mbpsで利用出来る。クーポンONで3日間で366メガバイトの通信量制限の対象外となるため、1日で2ギガバイトの通信を行っても規制対象にならない。
| プラン         | プラン                 | バンドルクーポンGB | 月額料金 | 音声通話 | 音声通話           | みおふぉんダイアル通話 | みおふぉんダイアル通話 | SMS送信    | SMS送信      | SMS送信     | SIM          | 最低利用期間 |
| プラン         | プラン                 | バンドルクーポンGB | 月額料金 |          | ファミリー通話割引 |                        | ファミリー通話割引     | 国内へ     | 海外へ       | 海外で 免税 | SIM          | 最低利用期間 |
| -------------- | ---------------------- | ------------------ | -------- | -------- | ------------------ | ---------------------- | ---------------------- | ---------- | ------------ | ----------- | ------------ | ------------ |
| みおふぉん     | ミニマムスタートプラン | 3                  | 1,600    | 20 /30秒 | 16 /30秒           | 10 /30秒               | 8 /30秒                | 3～ 30 /回 | 50～ 500 /回 | 100 /回     | 最大2枚まで  | 1年          |
| みおふぉん     | ライトスタートプラン   | 6                  | 2,220    | 20 /30秒 | 16 /30秒           | 10 /30秒               | 8 /30秒                | 3～ 30 /回 | 50～ 500 /回 | 100 /回     | 最大2枚まで  | 1年          |
| みおふぉん     | ファミリーシェアプラン | 10                 | 3,260    | 20 /30秒 | 16 /30秒           | 10 /30秒               | 8 /30秒                | 3～ 30 /回 | 50～ 500 /回 | 100 /回     | 合計10枚まで | 1年          |
| SMS機能付き    | ミニマムスタートプラン | 3                  | 1,040    | -        | -                  | -                      | -                      | 3～ 30 /回 | 50～ 500 /回 | -           | 最大2枚まで  |              |
| SMS機能付き    | ライトスタートプラン   | 6                  | 1,660    | -        | -                  | -                      | -                      | 3～ 30 /回 | 50～ 500 /回 | -           | 最大2枚まで  |              |
| SMS機能付き    | ファミリーシェアプラン | 10                 | 2,700    | -        | -                  | -                      | -                      | 3～ 30 /回 | 50～ 500 /回 | -           | 合計10枚まで |              |
| データ通信専用 | ミニマムスタートプラン | 3                  | 900      | -        | -                  | -                      | -                      | -          | -            | -           | 最大2枚まで  |              |
| データ通信専用 | ライトスタートプラン   | 6                  | 1,520    | -        | -                  | -                      | -                      | -          | -            | -           | 最大2枚まで  |              |
| データ通信専用 | ファミリーシェアプラン | 10                 | 2,560    | -        | -                  | -                      | -                      | -          | -            | -           | 合計10枚まで |              |

- 初期費用 3,000円（税抜）
- SIMカード手数料（再発行・サイズ変更・交換）SIMカード1枚につき2,000円（税抜）
- ファミリーシェアプランのSIMカード追加 - SIMカード1枚につき2,000円（税抜）
- MNP転出1電話番号につき - 3,000円（税抜）
- 追加クーポン - 200円（税抜）/100MB
- クーポンカード - 500MB 1,500円（非課税）2GB 3,000円（非課税）有効期限はチャージした月から3ヵ月後の末日
- 音声オプション
  - 留守番電話 - 300円（税抜）/月
  - コールウェイティング - 200円（税抜）/月
  - 転送電話 - 無料
  - 迷惑電話ストップサービス - 無料
- 遠隔操作 - 無料

### 個人向けISP
2016年4月1日、IIJ4UをIIJmioに統合し、一部機能の提供を終了する。
統合対象機能・サービス
- 基本メールアドレス
- メールボックスオプション（追加メールアドレス）
- ウイルスプロテクション
- フレッツ光接続オプション（ファミリー・マンションタイプ/ベーシックタイプ）
- フレッツ・光プレミアム接続オプション
- フレッツ・ADSL接続オプション
- コミュファ光接続オプション

終了対象機能・サービス
- ダイヤルアップ接続
- ユーザ用ホームページ機能
- フレッツ・ISDN接続オプション
- AIR-EDGE接続オプション
- PacketWIN接続オプション
- フレッツ・050IP電話オプション

個人向けのISPの草分けであるIIJ4Uは、料金体系がやや割高で積極的な宣伝戦略もとっていないことから、一般ユーザー層での知名度は低い。会員数は数万人の規模とされる。

## 情報漏洩
2025年4月15日、2024年8月3日以降、IIJが提供するメールサービスにサイバー攻撃/不正アクセスによる407万件のメール本文などの漏洩が明らかとなった。
IIJセキュアMXサービスにおけるお客様情報の漏えいについて